# アポシニン
アポシニン(アセトバニロン、アセトグアイアコンとも)は天然の有機化合物でバニリンと類似した構造を持つ。NADPHオキシダーゼ活性を阻害し活性酸素の生産を抑制する作用があるため、抗炎症効果を持つ。様々な植物から単離することができ、薬理学的研究が行われている。

## 沿革
アポシニンは1883年、ドイツの薬理学者オスヴァルト・シュミーデベルクによってアメリカアサの根から単離された。当時、この植物は既に浮腫、心疾患に効くことが知られていた。1971年、アポシニンは民間薬として肝、心疾患、黄疸、喘息に用いられていた西ヒマラヤ産コオウレン属の植物、胡黄連 (Picrorhiza kurroa) から単離された。1990年、Simons等は薬理学的に利用可能なレベルの単離に成功した。

## 物性
アポシニンは融点115℃、かすかなバニラ臭のする固体である。熱水、エタノール、ベンゼン、クロロホルム、ジエチルエーテルに可溶。

## 作用機序
NADPHオキシダーゼはO2を還元して超酸化物(O2–•)を生産する酵素であり、免疫機構において殺菌に用いられている。アポシニンは好中球や顆粒球の超酸化物の生産を妨げるが、食作用などの他の機能を妨げることはない。この選択性のため、免疫機構の他の面に影響しないNADPHオキシダーゼ阻害剤として用いることができる。
アポシニンは腎髄質細胞で、プロトンの膜透過とNADPHオキシダーゼの超酸化物の生産が共役しているかどうか判定するために用いられた。アポシニンを用いて超酸化物の生産を止めることで、プロトンの流出がNADPHオキシダーゼを活性化すると証明できた。

## 医薬品としての可能性
- 関節炎: 好中球はコラーゲン誘導性関節炎の主要病因である。アポシニンは炎症前に好中球の出現を抑えることができるが、すでに起こっている炎症には効果がない。[2]
- 腸疾患: アポシニンはラットにおいて、大腸の障害、また、その炎症と関連するミエロペルオキシダーゼの酵素活性を減らすことが証明されている。[3]
- 喘息: アポシニン配糖体であるアンドロシンはモルモットで気管支閉鎖を防ぐことが示されており、喘息治療薬として研究されている。抗喘息効果は炎症過程への干渉によるものだと考えられる。[4]
- 動脈硬化: アポシニンはNADPHオキシダーゼを阻害し、活性酸素種の発生を抑えるため、動脈硬化の治療薬として用いられている。実際、これは内皮細胞へのマクロファージの沈着を抑制すると考えられている。[5]
- 家族性ALS: アポシニンはスーパーオキシドジスムターゼ-1(SOD1)変異マウスの寿命を延長し、同様の変異のある培養細胞においてグリア細胞への毒性を低減した。この遺伝子変異は遺伝性筋萎縮性側索硬化症(ALS)患者に見られる。アポシニンが有効なのは、SOD1がNADPHオキシダーゼの活性を制御しているためだと考えられる。マウスでの知見は遺伝性ALSの治療薬を探索する際の指針となる。[6]